# カレン・マリー・モニング

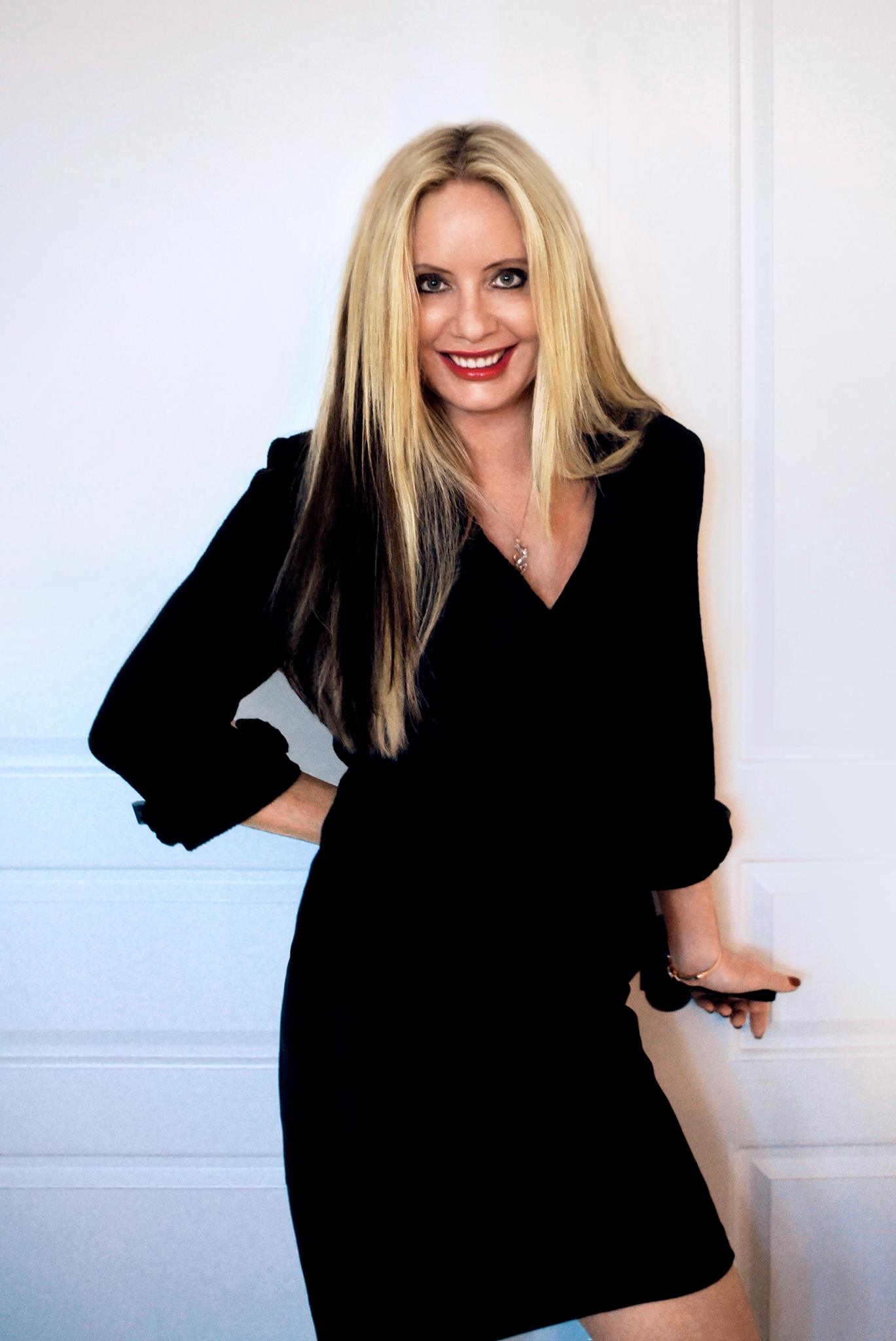
Karen Marie Moning

カレン・マリー・モニング（Karen Marie Moning、1964年11月1日 - ）は、アメリカ合衆国の小説家。
2011年に上梓した"Shadowfever" で『ニューヨーク・タイムズ』の数か国のベストセラーリストで第1位を独占した。アメリカロマンス作家協会が主催するRITA賞のパラノーマル・ロマンス部門を受賞したほか、ノミネートも複数回されている。

## 経歴
1964年、オハイオ州シンシナティに、アンソニー・R・モニングとジャネット・L・モニング夫妻の娘として生まれる。パデュー大学で社会学と法学の学位を取得。専業作家になる前は、バーテンダー、コンピュータ・コンサルタント、保険の専門家などの仕事をしていた。
スコットランドを舞台としたパラノーマル・ロマンス作品でデビューしたが、段々とケルト神話に魅せられていき、アイルランドのダブリンを舞台に、神話の神の一族とされるトゥアハ・デ・ダナーンや、人間界に潜む不死の古代種にフォーカスしたアーバン・ファンタジー作品へとジャンルを移行していった。

## 作品リスト

### ハイランダー シリーズ
| # | 邦題                     | 原題                       | 刊行年月   | 刊行年月  | 訳者       | 出版社             |
| - | ------------------------ | -------------------------- | ---------- | --------- | ---------- | ------------------ |
| 1 | ハイランドの霧に抱かれて | Beyond the Highland Mist   | 1999年3月  | 2005年7月 | 上條ひろみ | ヴィレッジブックス |
| 2 | ハイランドの戦士に別れを | To Tame a Highland Warrior | 1999年12月 | 2006年7月 | 上條ひろみ | ヴィレッジブックス |
| 3 | ハイランドの妖精に誓って | The Highlander's Touch     | 2000年11月 | 2007年7月 | 上條ひろみ | ヴィレッジブックス |
| 4 | ハイランドで月の女神と   | Kiss of the Highlander     | 2001年9月  | 2008年8月 | 上條ひろみ | ヴィレッジブックス |
| 5 | ハイランドの白い橋から   | The Dark Highlander        | 2002年10月 | 2009年6月 | 上條ひろみ | ヴィレッジブックス |
| 6 | ハイランドの呪われた王子 | The Immortal Highlander    | 2004年8月  | 2010年8月 | 上條ひろみ | ヴィレッジブックス |
| 7 | ハイランドの鏡のなかに   | Spell of the Highlander    | 2005年8月  | 2012年2月 | 上條ひろみ | ヴィレッジブックス |
| 8 | 愛の記憶                 | Into The Dreaming          | 2006年8月  | 2010年2月 | 美月ふう   | 原書房             |

### フィーバー シリーズ
| # | 邦題                 | 原題        | 刊行年月   | 刊行年月  | 訳者     | 出版社             |
| - | -------------------- | ----------- | ---------- | --------- | -------- | ------------------ |
| 1 | 妖しき悪魔の抱擁     | Darkfever   | 2006年10月 | 2009年7月 | 柿沼瑛子 | ヴィレッジブックス |
| 2 | 悪しき妖精たちの吐息 | Bloodfever  | 2007年10月 | 2012年6月 | 柿沼瑛子 | ヴィレッジブックス |
| 3 | 闇の王子と求め合って | Faefever    | 2008年9月  | 2013年9月 | 柿沼瑛子 | ヴィレッジブックス |
| 4 | 聖なる槍に導かれ     | Dreamfever  | 2009年8月  | 2015年2月 | 柿沼瑛子 | ヴィレッジブックス |
| 5 |                      | Shadowfever | 2011年1月  |           |          |                    |

### フィーバー・ムーン シリーズ
"Fever Moon" は、モニングのフィーバー シリーズを原作としたグラフィック・ノベル（デヴィッド・ローレンス作、アル・リオ作画）。

### フィーバー・ワールド シリーズ
"Fever World" シリーズは、フィーバー シリーズのスピンオフ。モニングは当初は全5巻と述べていたが、後に3巻と訂正された。各作品は単独作品としても読むことが出来るが、シリーズ本編で明かされていないことなども語られている。
- Iced (2012.10)
- Burned (2015.1)
- Flayed （未定）